# Bandera de Riudellots de la Selva
La bandera oficial de Riudellots de la Selva té la següent descripció:
Bandera apaïsada, de proporcions dos d'alt per tres de llarg, dividida verticalment en dues peces blau clar al costat de l'asta i blanca al del vol, la primera amb tres faixes ondades blanques, cadascuna de dues i mitja crestes de gruix 1/16 de l'alçària del drap, posades a 1/16 de la vora de l'asta i la de baix a 1/8 de la vora inferior, i la segona amb tres faixes ondades blau clar, cadascuna de mitja i una crestes, del mateix gruix de les blanques i posades naixent de la divisòria entre els dos campers, amb la de baix a 1/16 de la vora inferior; amb els tres còdols vermells malordenats de l'escut, cadascun d'alçària 1/16 de la del drap i llargària 1/12 de la del mateix drap, el de dalt posat a 1/8 de la vora superior i a 7/24 de la del vol i els altres dos, separats l'un de l'altre per una distància d'1/32 i del de dalt per la d'1/32, posats de costat i a 7/32 de la vora del vol, tot el conjunt sobremuntant la palma vermella de l'escut, de llargària 1/12 de la del drap, posada horitzontalment, amb la base del tronc a 1/16 de la vora del vol i a 5/64 dels còdols inferiors.
Va ser aprovada el 25 d'abril de 2007 i publicada en el DOGC el 23 de maig del mateix any amb el número 4891.